# Kallichore (måne)
Kallichore er en af planeten Jupiters måner: Den blev opdaget 6. februar 2003 af en gruppe astronomer fra Hawaiis Universitet under ledelse af Scott S. Sheppard, og den kendes også under betegnelsen Jupiter XLIV. Lige efter opdagelsen fik den den midlertidige betegnelse S/2003 J 11, men senere har den Internationale Astronomiske Union formelt vedtaget at opkalde den efter Kallichore, som angiveligt er en muse i den græske mytologi.
Kallichore udgør sammen med 16 andre Jupiter-måner den såkaldte Carme-gruppe, som har næsten ens omløbsbaner omkring Jupiter. Gruppen har navn efter Carme, som er et af dens medlemmer.
| Naturvidenskab | Spire Denne naturvidenskabsartikel er en spire som bør udbygges. Du er velkommen til at hjælpe Wikipedia ved at udvide den. |